# Кдуша
Кдуша (кедуша, кдушша́, от ивр. קדושה‎ — «святость»), также кадош (קדוש‎ — «святой») в талмудическом иудаизме — пиют и одна из важнейших молитв иудейского утреннего богослужения, которой освящают Бога. Составлена в виде антифона. Существует в трёх видах (кдуша ха-йоцер, кдуша, кдуша де-сидра). Кдуша в молитве «Амида» — различна в разных редакциях. Молитву «Кдуша» произносят только в миньяне (как и молитву «Кадиш»). У каббалистов существует обычай подпрыгивать на пятках во время произнесения молитвы «Кдуша». Освящение имени Божиего является одной из 613 заповедей Торы (см. киддуш ха-Шем).
Слова молитвы «Кдуша» были положены на музыку многими известными композиторами.

## Текст
Кдуша — славословие ангелов, основано на стихе «Свят, Свят, Свят Господь Саваоф! вся земля полна славы Его!» (Ис. 6:3). Кдуша состоит из вступления и трёх частей. В первой и второй частях сказано о прославлении Бога ангелами, а в третьей — о царствии Божием. Первая часть — 3 слова (קָדוֹשׁ קָדוֹשׁ קָדוֹשׁ‎ — «Свят, Свят, Свят» (Ис. 6:3)), вторая — 4 слова (בָּרוּךְ כְּבוֹד יְהוָה מִמְּקוֹמוֹ‎ — «благословенна слава Господа от места своего» (Иез. 3:12)), третья — 8 слов (יִמְלֹךְ יְהֹוָה לְעוֹלָם אֱלֹהַֽיִךְ צִיּוֹן לְדֹר וָדֹר הַלְ֒לוּיָהּ‎ — «Господь будет царствовать во веки, Бог твой, Сион, в род и род. Аллилуия» (Пс. 145:10)), всего 15 слов — гематрия краткого имени Йах (יה‎ — сумма букв числа пятнадцать, которое, чтобы не путать с Божиим именем, записывают טו‎ — 9+6). В хабадском сидуре «Тхилат ха-шем» молитва «Кдуша» описана следующим образом:
| Ведущий | Община                                                                                   |
| --- | ---------------------------------------------------------------------------------------- |
| Освятим Тебя и восхвалим Тебя усладой речи тайной серафимов святости, утраивающих Тебе освящение (кдушу), как записано рукой пророка Твоего: «И взывали они друг ко другу и говорили…» (Ис. 6:3) | «Свят, Свят, Свят Господь Саваоф! вся земля полна славы Его!» (Ис. 6:3)                  |
| Другие славят и говорят: | «Благословенна слава Господа от места своего!» (Иез. 3:12)                               |
| И в словах Святого Писания Твоего написано, говорить: | «Господь будет царствовать во веки, Бог твой, Сион, в род и род. Аллилуия!» (Пс. 145:10) |

## Виды
- Кдуша ха-йоцер (קדושה היוצר‎) — молитва при пении в общине в синагоге в первом благословении перед Шма, которую произносят сидя[20]. В вавилонском Талмуде утверждён запрет на личное чтение Кдуши, а поэтому Кдушу читает вслух ведущий молитву в присутствии общины[21].
- Кдуша (קדושה‎) — молитва перед третьим благословением общинной молитвы «Амида», которую произносят стоя[22][23]. «Свят, Свят, Свят» провозглашается святость Божия, а вместе с ней и соответствующая ей слава Божия; полнота всей земли — слава Его. Бог — Творец неба и земли, и богатство и красота всего мира — слава Его. Столь всеобщее приписывание славы является верной параллелью приписыванию абсолютной Божеской сущности, которая подразумевается в святости[24]. «Благословенна слава Господа от места своего» — эту цитату трудно истолковать, возможно составитель Кдуши понял «от места своего» — с небес. У Иезекииля эта фраза встречается в связи с видением небесной колесницы, и фраза «от места своего (или её)» может означать «когда колесница поднялась с места своего» (как считает Луццатто). Но другие иудейские комментаторы интерпретируют «от места своего» как будто слава покинула своё место и отошла от святилища. Слава Господня — универсальна, она превосходит все местные условия, и хотя Храм был в руинах, Слава Господня всё ещё была явлена повсюду[24]. Цитата «Господь будет царствовать во веки, Бог твой, Сион, в род и род. Аллилуия» завершает весь цикл прославления, провозглашая вечное царствование Бога Сиона[25].
- Кдуша де-сидра (קדושה דסידרא[26]) — молитва перед третьим благословением молитвы «Амида» в дополнительном богослужении, которую произносят стоя[27]. Позволяет опоздавшим повторить Кдушу, произнесённую общиной ранее в начале богослужения. Поскольку она принимает форму чтения Писания, её называют Кдушой де-сидрой, то есть Кдушой библейского урока, соответственно, её произносят не вслух, а про себя, сопровождая арамейским парафразом (Таргумом), который в древности сопровождал чтение Писаний. Первоначально Кдушу произносили по субботам и праздникам в палестинской традиции, и вероятно, что Кдуша де-сидра (то есть просто чтение библейских текстов в Кдуше) появилась раньше, чем Кдуша как молитва в ежедневном богослужении. Кдушу как молитву запрещено произносить наедине, однако Кдушу де-сидру можно. Кдушу де-сидру произносят после ежедневного чтения отрывков из Пророков, также по субботам вечером произносят Кдушу де-сидру после чтения Псалтири. Это объясняет включение той же Кдуши де-сидры после Книги Есфирь и после Плача Иеремии в пост Девятого ава[28].

## Кадиш/Кдуша в современном иудейском богослужении
В современном иудейском сидуре указано произнести Кадиш/Кдушу, в утреннем богослужении суббот и праздников в общине в синагоге:
1. в начале — Хаци кадиш;
2. в первом благословении Шма — Кдуша ха-йоцер;
3. в третьем благословении Амиды — Кдуша;
4. после Амиды — Кадиш шалем;
5. после чтения Торы — Хаци кадиш;
6. в третьем благословении мусафа — Кдуша де-сидра;
7. после мусафа — Кадиш шалем;
8. после чтения Мишны — Кадиш де-раббанан;
9. после Алену — Кадиш ятом.